# Lavochkin-Gorbunov-Goudkov LaGG-1
El Lavochkin-Gorbunov-Goudkov LaGG-1 (en ruso: ЛаГГ-1) fue un caza monomotor de ala baja fabricado por la oficina de diseño soviética Lavochkin a finales de los años 30. A pesar de no haber sido un éxito, por lo que únicamente se construyó un prototipo, a partir de este modelo se desarrollaron otros aviones que se fabricaron en grandes cantidades, como el LaGG-3, participando todos ellos en la Segunda Guerra Mundial dentro de la Fuerza Aérea Soviética.

## Historia
El LaGG-1 fue diseñado en 1938 como un avión de peso medio en base al motor Klimov M-105, y construido con madera contrachapada, con objeto de ahorrar materiales estratégicos. El primer prototipo voló el 30 de marzo de 1940, y después de superadas una serie de dificultades iniciales, tenía posibilidades, aunque algo menores a las expectativas de sus diseñadores. En ese momento, la necesidad de modernización de la Fuerza Aérea Soviética después de las pérdidas de la Guerra de Invierno contra Finlandia, hizo que el avión, inicialmente denominado I-22 entrase en producción.

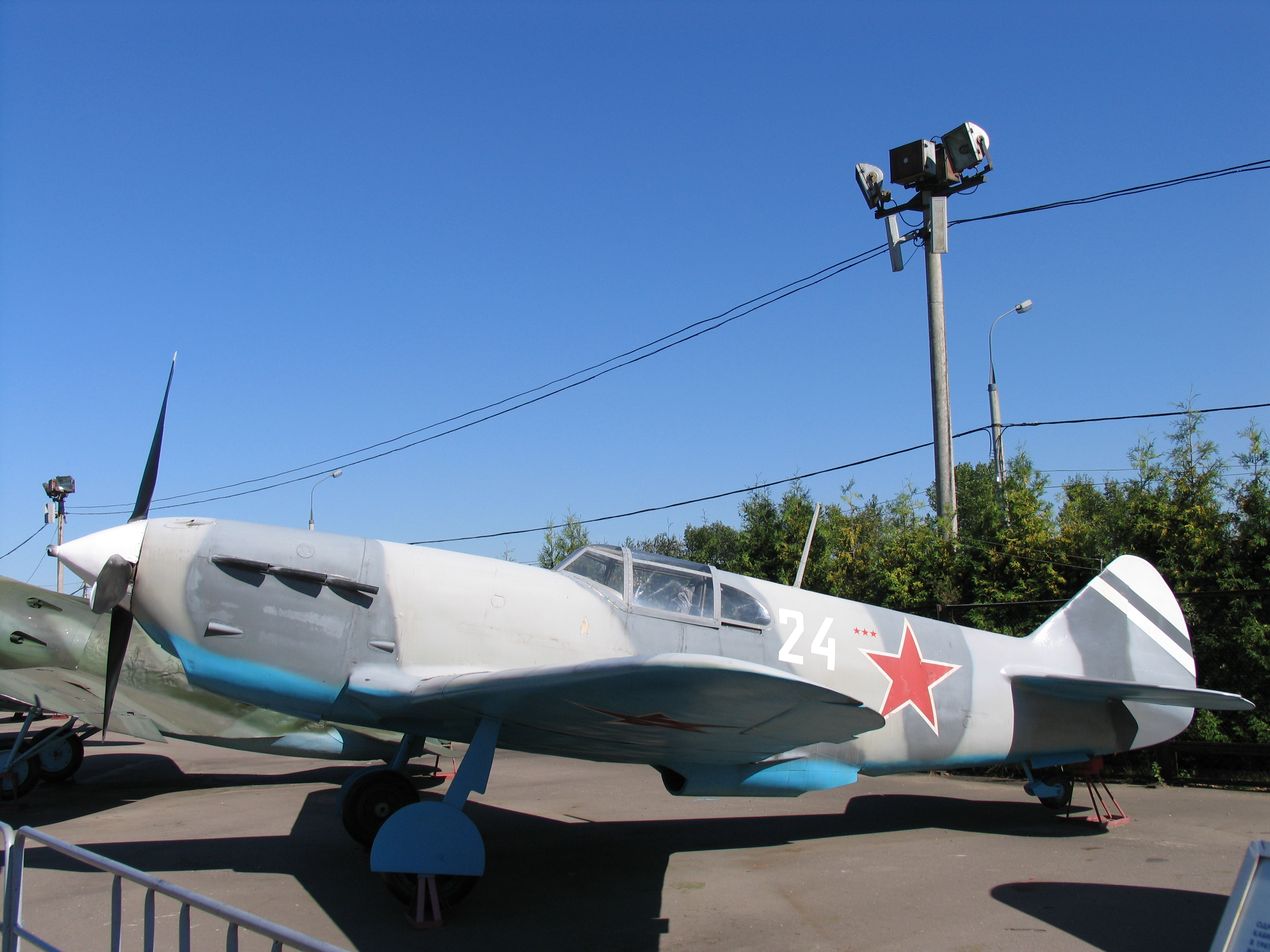
Lavochkin-Gorbunov-Goudkov LaGG-3, avión que evolucionaba del LaGG-1.

Unos 100 aviones fueron enviados a los escuadrones para su evaluación, donde sus deficiencias rápidamente fueron obvias. El avión estaba claramente escaso de potencia, carecía de agilidad y alcance. Además, los siete prototipos habían sido cuidadosamente construidos y acabados, con una alta calidad de fabricación, la producción en serie comparativamente era de menor calidad, lo que añadía problemas a sus deficiencias.
Al llegar los informes de estos problemas al equipo de diseño, una serie de modificaciones fueron adoptadas, dando como resultado el LaGG-3.

## Usuarios
Unión Soviética
- Fuerza Aérea Soviética

### Desarrollos relacionados
- Lavochkin-Gorbunov-Goudkov LaGG-3
- Lavochkin La-5
- Lavochkin La-7

### Aeronaves similares
- Focke-Wulf Fw 190
- Messerschmitt Bf 109
- Bell P-39 Airacobra
- Curtiss P-40
- Dewoitine D.520
- Macchi M.C.202 Folgore
- Kawasaki Ki-61
- Hawker Hurricane
- Supermarine Spitfire
- Mikoyan-Gurevich MiG-1
- Yakovlev Yak-1

### Secuencias de designación
- Aviones de caza de Lavochkin: LaGG-1 • LaGG-3 • La-5 • La-7 • La-9 • La-11 • La-15

### Listas relacionadas
- Anexo:Cazas de la Segunda Guerra Mundial